# Slag om Churubusco
De Slag om Churubusco was een veldslag tijdens de Mexicaans-Amerikaanse Oorlog. Deze slag werd uitgevochten op 20 augustus 1847 bij Churubusco, tegenwoordig een wijk van Mexico-Stad.
Na hun nederlaag in de slag bij Padierna trokken de Mexicanen zich terug in Churubusco. De Mexicanen verschansten zich in het convent van Santa María de Churubusco, achter een riviertje en beschermd door dikke muren. Onder de verdedigers bevond zich het Bataljon van Sint-Patrick, bestaande uit Amerikaanse Ieren die vanwege hun geloofsovertuiging waren overgelopen naar de Mexicanen.
De eerste aanval van William J. Worth en David E. Twiggs werd succesvol afgeslagen door Pedro María Anaya. Op het moment dat de brug over het riviertje in handen dreigde te vallen van de Amerikanen kregen de Mexicanen versterking van een groep militie waardoor ze het langer wisten uit te houden. Gedurende drie uur werd er hevig gevochten, totdat de Mexicaanse munitie op begon te raken. Bovendien waren twee van de vier Mexicaanse kanonnen inmiddels gesmolten. De Mexicaanse officieren Francisco Peñúñuri en Luis Martínez de Castro voerden nog een wanhoopsaanval uit, maar werden neergemaaid door de Amerikaanse bajonetten. Beiden werden na afloop begraven in een convent. De Mexicanen poogden zich enkele keren over te geven, maar werden daarvan weerhouden door de Ieren, die bang waren als verraders gedood te worden.
Uiteindelijk liet de Amerikaanse officier James M. Smith in het convent de witte vlag hijsen, om te voorkomen dat zijn soldaten een bloedbad zouden aanrichten onder de Mexicanen, die zich niet meer konden verdedigen. Toen Twiggs de overgave van Anaya accepteerde en hem vroeg zijn kogels in te leveren sprak deze de beroemde woorden: "Als ik nog kogels had was u hier niet."
Na deze overwinning bevonden de Amerikanen zich op acht kilometer van Mexico-Stad. Er werden vredesonderhandelingen gevoerd die echter op niets uitliepen, zodat drie weken later de gevechten hervat werden.